# Чжан Лін (веслувальниця)
Чжан Лін (кит.: 张灵; нар. 27 лютого 1997) — китайська веслувальниця, олімпійська чемпіонка 2020 року, дворазова чемпіонка світу.

## Виступи на Олімпіадах
| Олімпіада           | Дисципліна     | Місце |
| ------------------- | -------------- | ----- |
| Ріо-де-Жанейро 2016 | парні четвірки | 6     |
| Токіо 2020          | парні четвірки | 1     |
| Париж 2024          | парні четвірки | 6     |

## Зовнішні посилання
- Чжан Лін — олімпійська статистика на сайті Sports-Reference.com (англ.) (архівна версія)
- Чжан Лін [Архівовано 28 липня 2021 у Wayback Machine.] на сайті FISA.